# Майкл Гілкс
Майкл Артур Гілкс (5 листопада 1933 — 14 квітня 2020) — карибський літературознавець, драматург, поет, режисер і викладач університету. Він працював у театрі понад 40 років як режисер, актор і драматург, у 1992 і 2006 роках отримував премію Гаяни за драматургію, а також премію Гаяни за найкращу поетичну книгу у 2002 році. Його також поважали за його розуміння та дослідження творчості Вілсона Гарріса.

## Біографія
Гілкс народився у Джорджтауні, Британська Гвіана (нині Гаяна). Його захоплення театром почалося в його рідній Гаяні, коли йому було близько 12 років, він працював у шкільному театрі, а потім вступив у Театральну гільдію Гаяни.
Протягом останніх 40 років Гілкс викладав у низці університетів Карибського басейну, Канади та Великої Британії, зокрема у Кентському університеті, Університеті Ворика, Університеті Гаяни, Університеті Вест-Індії (де він працював викладачем англійської мови та керівником відділу англійської мови) на Барбадосі та громадському коледжі сера Артура Льюїса у Сент-Люсії. Він був запрошеним професором у жіночому Рендольф-Мейкон коледжі. На Бермудських островах він ставив п'єси та викладав у театральній майстерні, організованій Департаментом у справах громади та культури Інституту Берклі.
Серед його творчого доробку «Couvade: A Dream-play of Guyana» (1974), "Wilson Harris and the Caribbean Novel " (1975) та «The Literate Imagination: Essays on the Novels of Wilson Harris» (1989). Незавершеним проєктом, над яким працював Гілкс, був фільм «Maira and the Jaguar People», дія якого відбувається в Рупунуні у 2016 році акторський склад, в основному складався з макуші, корінного населення Сурами.
Його п'єсу «Couvade» вперше поставили на дебютному фестивалі Carifesta у 1972 році, у 1978 році була поставлена у Кескіді-центрі у Лондоні під керівництвом Руфуса Коллінза, одну з ролей виконав Імру Бакарі. Друкована версія вийшла у 1974 році, а передрук у 1991 році, потім перероблена та опублікована видавництвом Peepal Tree Press у 2014 році.
Гілкс помер у Лондоні 14 квітня 2020 року у віці 86 років від COVID-19.

## Нагороди
Його п'єса «A Pleasant Career» про життя та творчість Едгара Міттельгольцера отримала премію Гаяни за драматургію у 1992 році. Поетична збірка «Joanstown and other poems» отримала премію Гаяни за найкращу поетичну книгу у 2002 році. У 2006 році Гілкс знову отримав премію Гаяни за драматургію за свою п'єсу «The Last of the Redmen».

## Вибіркова бібліографія
- Couvade: a dream-play of Guyana, Longman Caribbean, 1974
- Wilson Harris and the Caribbean Novel, Longman Caribbean, 1975
- Racial Identity and Individual Consciousness in the Caribbean Novel, 1975. (Edgar Mittelholzer memorial lectures)
- The West Indian Novel, Twayne, 1981
- Creative Schizophrenia: The Caribbean Cultural Challenge, Centre for Caribbean Studies, University of Warwick, 1987
- The Literate Imagination: Essays on the Novels of Wilson Harris, Macmillan Education, 1989, ISBN 978-0333495186
- Joanstown and Other Poems, Peepal Tree Press, 2002, ISBN 978-1900715768
- Two Plays: Couvade & A Pleasant Career (Caribbean Modern Classics), Peepal Tree Press, 2014, ISBN 978-1845231897
- Heart / Land: Poems on Love & Landscape, 2015, ISBN 978-1504947817